# Hitmakers (2025)
Hitmakers är en amerikansk musik- och realityserie vars första säsong hade premiär den 24 juli 2025 på Netflix.

## Handling
I serien ingår tolv av musikbranschens "fränsta" låtskrivare och producenter. De samlas på verkliga skrivläger för att skapa hits till dagens största stjärnor som John Legend, Shaboozey och Lisa från Blackpink.

## Medverkande (i urval)
- Stephen Kirk
- JHart
- Whitney Phillips
- Sevyn Streeter
- Nova Wav